# Jüdischer Friedhof (Gorzów Wielkopolski)
Koordinaten: 52° 43′ 38,2″ N, 15° 12′ 13,6″ O

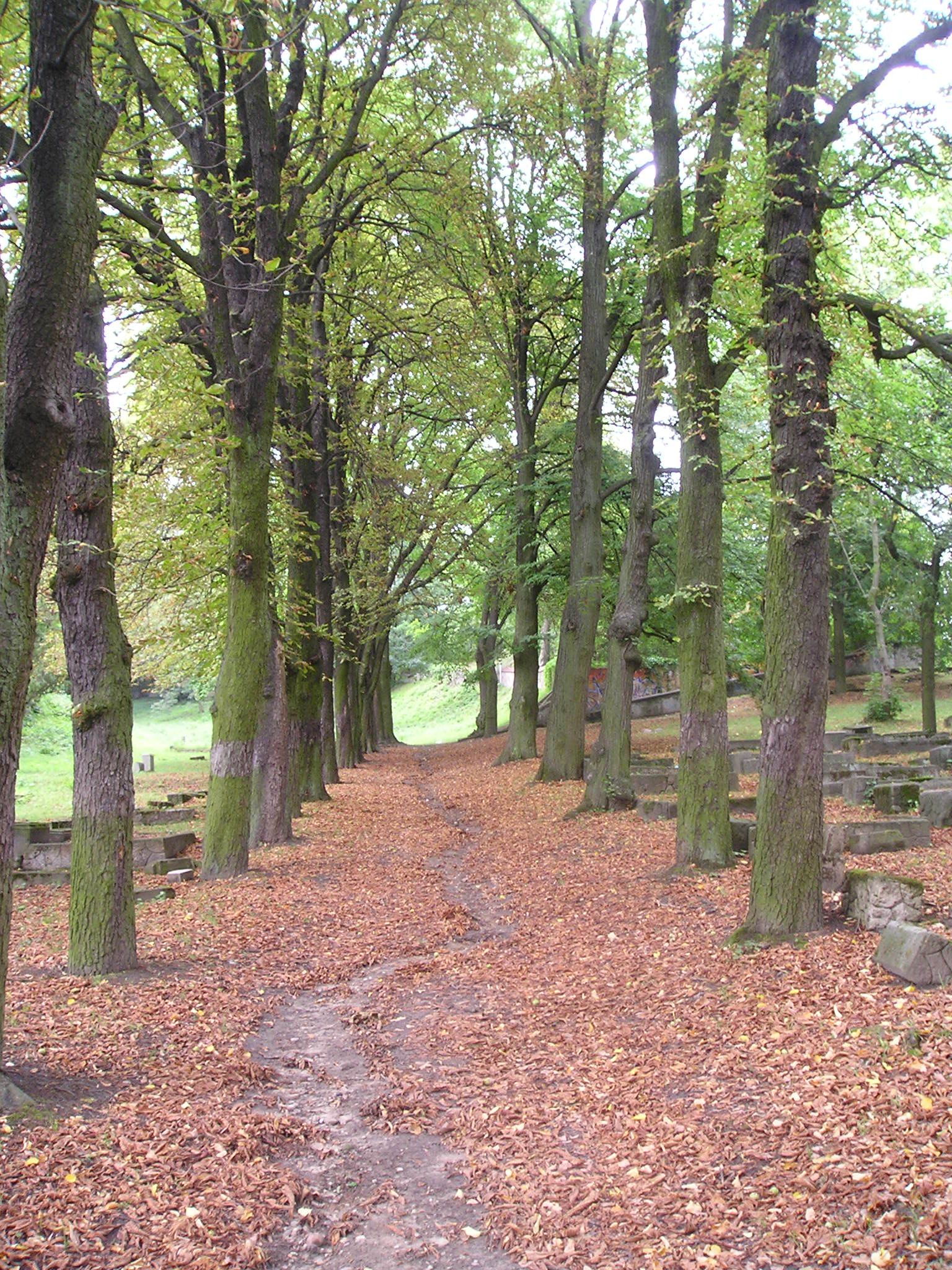
Jüdischer Friedhof in Landsberg an der Warthe

Der Jüdische Friedhof in Gorzów Wielkopolski (deutsch Landsberg an der Warthe), einer Stadt in der Woiwodschaft Lebus in Polen, wurde zu Beginn des 18. Jahrhunderts angelegt.
Über den ersten jüdischen Friedhof der Stadt, der in einer Beschreibung von 1510 erwähnt wird, ist wenig bekannt. Nach der Wiederzulassung der Juden in der Stadt in der Mitte des 17. Jahrhunderts legten diese den heutigen Friedhof an, der im Jahr 1723 erstmals erwähnt wurde. Der älteste erhaltene Grabstein stammt von 1759.
In der Mitte des 19. Jahrhunderts wurde auf dem Friedhof eine Trauerhalle aus Backstein errichtet. 1927 folgte aus unbekannten Gründen eine zweite Trauerhalle. Beide Gebäude sind verändert erhalten.
Der 0,72 ha große Friedhof überstand die Zeit des Nationalsozialismus weitgehend unbeschadet, wurde aber nach 1945 systematisch zerstört; die größten Schäden datieren aus den 1980er Jahren. Die Grabsteine wurde zerbrochen und beide Trauerhallen in Werkstätten umgewandelt. Erhalten sind noch zehn aufrechtstehende Steine, 36 liegende, die Bruchstücke von 36 weiteren sowie die Rahmen von 92 Grabsteinen.
Der Friedhof ist seit 2006 ein geschütztes Kulturdenkmal.